# Ponocný

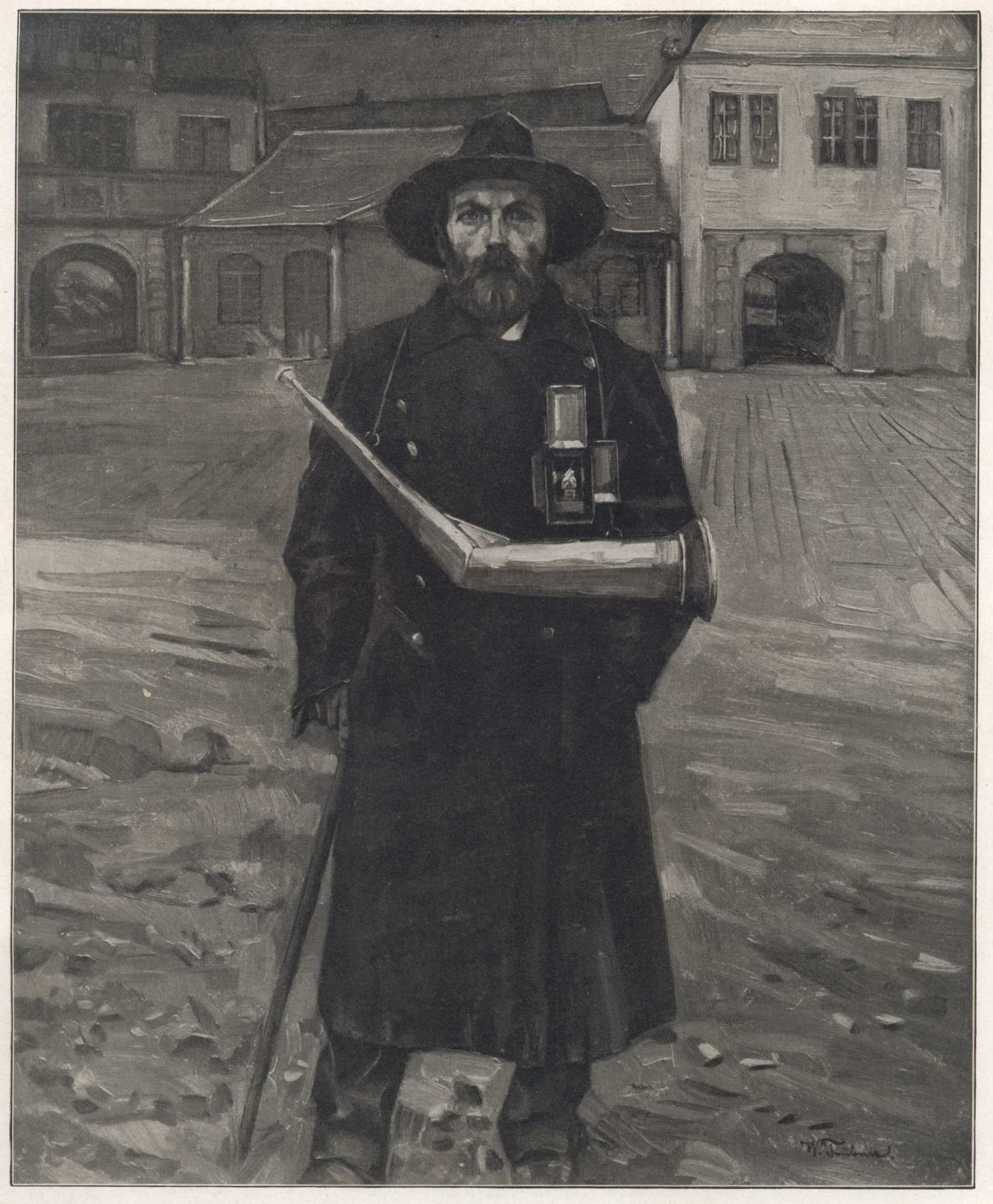
Ponocný z Erbachu v Odenwaldu, obraz Wilhelma Trübnera (1901)

Ponocný je zaniklé povolání, jež by mohlo být nejpřesněji popsáno jako noční hlídač určité obce. V minulosti měla každá větší obec svého specializovaného obecního zřízence, který tuto funkci vykonával.

## Funkce ponocného
Ponocný držel stráž v obci v době, kdy všichni ostatní obyvatelé spali. Jednalo se vlastně o zvláštní noční hlídku, jejímž úkolem bylo vyvolat poplach při jakékoliv nepředvídané či mimořádné události v dané obci. Kromě vpádu cizích vojsk, útoku lupičů a činnosti zlodějů se jednalo především o primitivní požární stráž. Šlo o důležitou funkci, protože v tehdejších dobách byla většina venkovských stavení postavena ze dřeva a slámy a svítilo se i topilo prakticky výhradně za pomoci otevřeného ohně, nebezpečí požáru v nočních hodinách tak bylo značné.
K tomuto účelu býval ponocný vybaven rohem, na který v případě poplachu mohl zatroubit, obvykle také nosil nějakou vhodnou ruční zbraň na svoji vlastní obranu (hůl, čakan, halapartnu apod.).
Funkce ponocného bývala ale spojena s řadou dalších služebních povinností, které vykonávali v noci nebo i ve dne, například funkce pověžného, zvoníka, orlojníka, obecního bubeníka atd. Mezi časté povinnosti ponocných patřilo pravidelné ohlašování času.

## Ponocní v umění
S ponocnými se lze setkat i v různých uměleckých dílech, např. v pohádkách a některých pověstech. Snad nejznámější jsou idylické obrázky nočních hlídačů od Josefa Lady.

## Ponocní v současnosti
Některá města zřizují funkci ponocného i v dnešní době, jedná se ale především o atrakci pro turisty. Je tomu tak např. v Domažlicích a od roku 2021 též v sousední Kdyni, ve Znojmě, v Praze na Malé Straně chodí na noční obchůzky ponocný Jan Sluníčko.
V roce 2019 přetrvávala celonoční služba ponocného například ve švýcarském Lausanne, v Německu ve městech Annaberg v Sasku, v Celle v Dolním Sasku a v bavorském Nördlingenu. V Británii dosud sloužil ponocný v Riponu, v Polsku v Krakově a ve Švédsku v Ystadu.